# Robin Christen
Robin Manuel Christen (Berlino, 19 aprile 1991) è un cestista tedesco.

## Palmarès
- Campionato tedesco: 1

Ulm: 2022-2023